# Wschodnie zabawy
Wschodnie zabawy (bułg. Източни пиеси / Iztoczni piesi) – bułgarsko-szwedzki dramat filmowy z 2009 roku w reżyserii Kamena Kalewa, będący jego pełnometrażowym debiutem.

## Opis fabuły
Film opowiada historię dwóch braci – artysty rzeźbiarza Christo (Ico), który walczy z uzależnieniem i Georgiego – studenta, który wiąże się z rasistowskim gangiem. Grupa, w której działa Georgi dokonuje napadu na turecką rodzinę ze Stambułu, która spędza noc w Sofii, jadąc do Niemiec. Georgi uczestniczy w samosądzie, ale wkrótce potem ucieka. W obronie rodziny staje Christo, broniąc Turków, w tym pięknej Işıl. Uczucie do dziewczyny daje szansę Christo, aby zmieniło się jego życie.

## Obsada
- Christo Christow jako Christo (Ico)
- Ovanes Torosian jako Georgi
- Saadet Işıl Aksoy jako Işıl
- Nikolina Janczewa jako Niki
- Iwan Nałbantow jako ojciec Ico i Georgiego
- Hatice Aslan jako matka Isil
- Kerem Atabeyoğlu jako ojciec Isil
- Aleksandyr Radanow jako Drega
- Iwan Witkow jako psychoterapeuta
- Irmena Cziczikowa jako współlokatorka
- Anżela Nediałkowa jako Anżela
- Krasimira Demirewa
- Kalojan Lenkow
- Iwan Penczew

## O filmie
- Zdjęcia do filmu realizowano w Sofii i w Stambule.

- Film został zgłoszony jako kandydat bułgarski w 83 edycji nagród Amerykańskiej Akademii Filmowej, ale nie uzyskał nominacji.

## Nagrody
- 2009: Nagroda jury ekumenicznego na Międzynarodowym Festiwalu Filmowym w Bratysławie
- 2009: Nagroda Tokyo Sakura na Międzynarodowym Festiwalu Filmowym w Tokio
- 2009: Nagroda CICAE na Międzynarodowym Festiwalu Filmowym w Sarajewie
- 2010: Nagroda CEI na Międzynarodowym Festiwalu Filmowym w Trieście
- 2010: Nagroda jury na Międzynarodowym Festiwalu Filmowym Cinemanila

Film został wyróżniony na Warszawskim Festiwalu Filmowym w 2009.